# La guerra del sale
La guerra del sale è un singolo del cantautore italiano Daniele Silvestri, pubblicato il 14 ottobre 2016 come quarto estratto dall'ottavo album in studio Acrobati. 
Il singolo ha visto la collaborazione del rapper italiano Caparezza.

## Video musicale
Il video, al quale ha partecipato anche Roy Paci, è ambientato in un flipper manovrato alternativamente da entrambi gli autori.